# Павле Теофиловић
Павле Теофиловић (Београд, 13. јул 1977) српски је драматург, писац, новинар и радник у маркетингу.

## Биографија
Дипломирао је драматургију на Академији уметности. По његовим текстовима у позориштима су се, за сада, изводиле три представе: ,,Скривање'', Театар ДЕС 1996. и комедије за децу „Три лепезе'' 2018. у Театру на Брду (Културни Центар Чукарица) и ,,Капетан лађе и морске свађе'' 2024. такође у Културном центру Чукарица.
Представа „Три лепезе” играна је преко две стотине пута, углавном у општинским културним центрима, по школама и вртићима.
Помагао је и другим колегама у писању представа за децу, посебно пишући сонгове.
По његовим текстовима ,,Мука'' и ,,Ђавољи избор''< направљене су и статичке, аматерске анимације.

Павле Теофиловић пише и прозу па је тако имао успеха на конкурсима за најбоље приче из области фантастике коју су расписивале издавачка кућа „Паладин<nowiki>'' и лист „Знак Сагите''. Након неколико освојених првих или места у врху, приче су му ушле и у неколико антологија.
Године 2019. издао је и роман „Парадигманоја'' за издавачку кућу Еверест. Роман је по одабиру теме (футуризам) фантастика, али по атмосфера комичан.

,,Парадигманоја'' је 2019. добила престижну награду „Радоје Домановић'' за хумористични роман године.
Освајао је награде на конкурсима за причу научно-фантастичног жанра; Радионице Знак Сагите (два прва места), конкурси издавачке куће Паладин (прича ,,Месо'' ушла у антологију прича конкурса на тему о теоријама завере и на конкурсу књижевног магазина ,,Аргуса'' на тему ,,Женска моћ'' осваја прво место са причом ,,Меланија Мела Мелани''.
Теофиловић је радио као хонорарни сарадник у неколико медија. На Радио Телевизији Србије; новинар редакције за културу Јутарњег програма и Београдске хронике (2004), На РТС 2, као драматург и новинар еколошке емисије Еко Сат; У листу Политика (редакције за културу, музику и телевизију, 2005 -2007), на телевизији Хепи (драматург и заменик филсмког уредника - 2008), на Радио Београду 2 (Емисија - Културни Кругови 2009 - 2010), да би од 2011. био запослен у маркетингу фирми ,,Атма'' и ,,Термо Плус''. Два текста објавио му је и Пешчаник.

## Дела
- Парадигманоја[1]
- Три лепезе
- Капетан лађе и морске свађе
- Техно вилајет[2]
- Мука[3]
- Ђавољи избор
- Меланија Мела Мелани